# Kecamatan Sumberlawang
Kecamatan Sumberlawang är ett distrikt i Indonesien.   Det ligger i provinsen Jawa Tengah, i den västra delen av landet, 500 km öster om huvudstaden Jakarta. Kecamatan Sumberlawang ligger vid sjön Waduk Kedungombo.